# Геужань (Вилча)
Геужань, Геужані (рум. Găujani) — село у повіті Вилча в Румунії. Входить до складу комуни Бойшоара.
Село розташоване на відстані 176 км на північний захід від Бухареста, 38 км на північ від Римніку-Вилчі, 133 км на північ від Крайови, 98 км на захід від Брашова.

## Населення
За даними перепису населення 2002 року у селі проживали 583 особи, усі — румуни. Усі жителі села рідною мовою назвали румунську.